# Psammoecus obscurus
Psammoecus obscurus es una especie de coleóptero de la familia Silvanidae.
Habita en Samoa.